# سوفیا یونک
سوفیا یونک (آلمانی: Sophia Junk؛ زادهٔ ۱ مارس ۱۹۹۹) دونده سرعت زن اهل آلمان است.
وی در مسابقات کشوری و بین‌المللی در مجموع برندهٔ ۲ مدال طلا، ۱ مدال برنز شده است.